# Caccobius nigritulus
Caccobius nigritulus är en skalbaggsart som beskrevs av Johann Christoph Friedrich Klug 1855. Caccobius nigritulus ingår i släktet Caccobius och familjen bladhorningar. Inga underarter finns listade.